# 대한민국의 교육감
대한민국의 교육감(敎育監)은 각 광역자치단체(총 17개)의 교육에 관한 사무를 총괄 처리 하는 직위를 말한다. 대한민국의 모든 광역자치단체에 설립되는 지방교육청의 수장으로 차관급 지방정무직 대우를 받는다.
군수, 구청장 등 지방자치단체의 장과 권한을 나눠 갖는 시도지사와는 달리 교육감의 권한은 분산되지 않는다. 한편, 교육감을 보좌하기 위해 부교육감을 두며 해당 시·도 교육감이 추천한 자를 교육부 장관의 제청으로 국무총리를 거쳐 대통령이 임명한다. 교육의원들의 동의에 따라 자체적으로 예산을 편성할 수 있고, 교육세를 징수하여 교육사정 개선에 쓸 수 있으며, 대통령이나 국회의원은 교육감의 정책에 대해 간섭할 권한이 일부 제한되어 있다. 정당과 기호번호는 없고 구분은 보수, 중도, 진보파로 나누어져 있으며 투표용지는 다른것들과 다르게 세로로 쓰여 있다. 출마를 하려면 지방선거로부터 12개월 전까지는 탈당을 해야 한다. 2010년부터는 모든 지역에서 직선제를 하고 있다.

## 설립 근거
- 지방교육자치에 관한 법률

## 탄생 배경
기존의 교육위원들과 학부모 대표들의 간선제에서 교육자치제도를 도입하여 2007년 2월 14일 부산광역시에서 최초의 주민직선 교육감이 탄생하였다.

## 직선제 폐지 찬반논란
중립을 유지해야 할 교육감이 정치권에 휩쓸리는 것을 우려하여 직선제 폐지 움직임이 있었으며, 이에 대해 폐지는 시기상조라는 주장도 있다.

## 피선거인의 자격 일부제한
- 당해 시.도지사의 피선거권이 있는 자.
- 후보자 등록 신청 개시일부터 과거 1년간 정당 당원이 아닌 자.
- 후보자 등록 개시일 기준으로 교육경력, 교육행정경력, 혹은 둘을 합쳐 3년 이상
- 임기는 4년으로 하되 계속 재임은 3기에 한한다.
- 국회의원·지방의회의원·교육위원·국가공무원·지방공무원, 사립학교 교원 및 사립학교 경영자 등은 겸직할 수 없다.

## 주요 업무
시·도의 교육·학예와 관련된
- 조례안
- 예산안 편성
- 결산서 작성
- 교육규칙 제정
- 학교 기타 교육기관의 설치·이전 및 폐지
- 교육과정의 운영
- 과학·기술 교육의 진흥
- 평생교육과 그밖의 교육·학예 진흥
- 학교체육·보건 및 학교 환경정화
- 학생 통학구역 운영
- 재산의 취득· 처분
- 기금의 설치·운용
- 소속 국가공무원 및 지방공무원의 인사관리

## 현직 교육감
※재선 이상의 교육감만 비고란에 표시하고, 초선은 별도 표시하지 않음
| 교육감               | 성향 | 이름   | 비고 |
| -------------------- | ---- | ------ | ---- |
| 서울특별시교육감     | 진보 | 정근식 |      |
| 부산광역시교육감     | 진보 | 김석준 | 3선  |
| 대구광역시교육감     | 보수 | 강은희 | 재선 |
| 인천광역시교육감     | 진보 | 도성훈 | 재선 |
| 광주광역시교육감     | 진보 | 이정선 |      |
| 대전광역시교육감     | 보수 | 설동호 | 3선  |
| 울산광역시교육감     | 진보 | 천창수 |      |
| 세종특별자치시교육감 | 진보 | 최교진 | 3선  |
| 경기도교육감         | 보수 | 임태희 |      |
| 강원특별자치도교육감 | 보수 | 신경호 |      |
| 충청북도교육감       | 보수 | 윤건영 |      |
| 충청남도교육감       | 진보 | 김지철 | 3선  |
| 전북특별자치도교육감 |      |        |      |
| 전라남도교육감       | 진보 | 김대중 |      |
| 경상북도교육감       | 보수 | 임종식 | 재선 |
| 경상남도교육감       | 진보 | 박종훈 | 3선  |
| 제주특별자치도교육감 | 보수 | 김광수 |      |

## 같이 보기
- 교육부
- 전국시도교육감협의회
- 한국교원대학교
- 교원평가제
- 대한민국의 교원양성제도
- 교원소청심사위원회
- 교육공무원